# Hedychium hookeri
Hedychium hookeri là một loài thực vật có hoa trong họ Gừng. Loài này được C.B.Clarke ex Baker mô tả khoa học đầu tiên năm 1892.